# Fővám tér
 (novembre 2023).
Si vous disposez d'ouvrages ou d'articles de référence ou si vous connaissez des sites web de qualité traitant du thème abordé ici, merci de compléter l'article en donnant les références utiles à sa vérifiabilité et en les liant à la section « Notes et références ».
Fővám tér est une vaste place située dans le quartier de Belváros, entre les 5e et le 9e arrondissements de Budapest dans le prolongement du Szabadság híd côté Pest et du Kiskörút. On y trouve les Halles centrales de Budapest, le siège de l'Université Corvinus de Budapest et l'extrémité méridionale de Váci utca. La place est desservie par la station Fővám tér de la ligne   du métro de Budapest et des lignes de tramway  2 47 47B 48 49.